# 단문 메시지 서비스

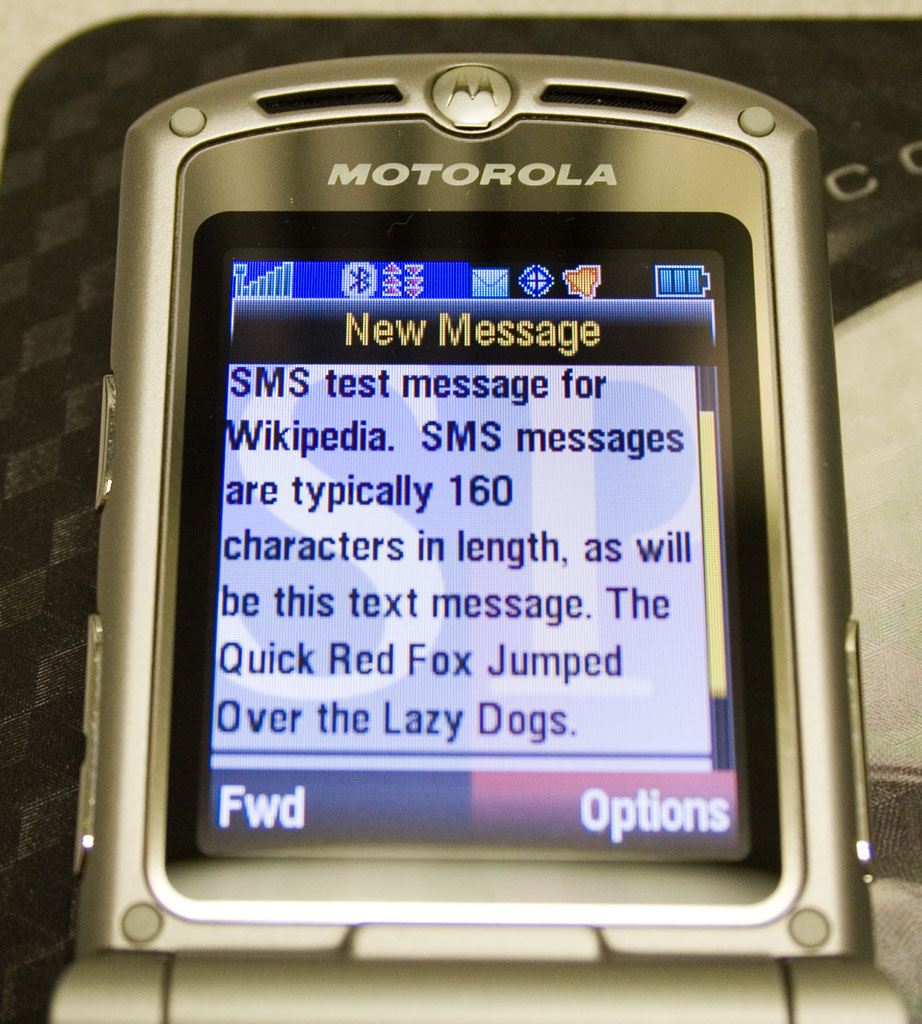
모토로라 레이저 V3에 쓰여진 SMS 메시지

단문 메시지 서비스(短文-; Short Message Service, 줄여서 SMS)는 휴대 전화의 부가 서비스로 짧은 문장을 상대방에게 보낼 수 있는 기능이다.

## 용어
대한민국에서는 문자 서비스를 이용하여 보내는 문장을 문자 메시지라고 하며 줄여서 문자라고도 한다. 단문 메시지 서비스의 종류에는 통신사 또는 국가에 따라 차이가 있으나 일반 SMS, WAP-PUSH SMS, 호출용 SMS, Long SMS 등이 있다. WAP-PUSH SMS는 본문 내용에 URL을 포함시켜, 해당 SMS를 수신한 휴대 전화에서 사용자가 통화 버튼을 선택할 경우, 특정 사이트로 접속이 가능하다. 이를 Callback-URL SMS라고 지칭하기도 한다.

## 역사
단문 메시지를 보내는 기능을 휴대전화에 추가하는 일은 1980년대 초반에 시작되었다.

## 나라별 현황

### 대한민국
대한민국 휴대 전화의 경우, 기간 통신망 사업자에서는 한 건당 20원의 요금이 과금된다.(가상 이동 통신망 사업자 중에서는 이보다 요금이 낮은 곳도 있다.) KT는 2011년 1월부터, SK텔레콤은 2013년 8월부터, LG유플러스는 2013년 10월부터 최대 140 바이트까지(아스키 코드로만 작성할 경우 160자, 한글과 같은 유니코드 문자가 포함될 경우 70자까지) 20원이 과금되도록 요금을 조정하였다. 따라서 멀티미디어 메시지를 전송하더라도 해당 메시지의 길이가 유니코드 문자 70자(140 바이트) 이내라면 요금은 단문 문자 메시지와 같은 20원이 과금된다.

### 미국
미국 휴대 전화의 경우, 단문 문자 메시지는 최대 140 바이트까지 한 번에 보낼 수 있다. 대한민국 휴대폰과는 달리 기본적으로 메시지를 보내는 사람뿐만 아니라 받는 사람에게도 요금이 부과된다. 하지만 이는 요금제에 달려 있다. (메시지 무제한 요금제일 땐 요금이 부과되지 않는다.)

### 일본
일본 휴대 전화의 경우, 대한민국과 미국과는 달리 단문 문자 메시지는 인터넷에서 메일을 보내는 것과 비슷하다. 같은 통신사끼리는 번호만 알아도 보낼 수 있지만, 다른 통신사끼리는 번호가 아닌 메일 주소로 메시지를 보내야 한다. 메시지 용량에는 제한이 없지만 수신자가 문자 메일을 확인할 때 요금이 부과된다.

## 기술
일부 웹사이트에서는 휴대 전화 없이도 컴퓨터를 통해 무료 혹은 유료로 문자 메시지를 보낼 수 있는 기능을 제공하기도 한다.
기술적으로 단문 문자 메시지는 MO와 MT로 구분된다. MO는 (Short message) Mobile Originated, MT는 (Short message) Mobile Terminated의 약자이다. 여기서 Mobile은 휴대 전화 단말기를 뜻하는 것으로 MO는 단말기로부터 발생한 메시지이고, MT는 단말기에 종착되는 메시지를 의미한다. 다른 사람에게 메시지를 발송하는 경우 보내는 사람은 MO를 발송하는 것이고 받는 사람은 MT를 받는 것이다.

### 문제점
전자 우편의 스팸 메일과 비슷하게 임의로 만든 전화 번호로 스팸 메일 등을 대량으로 보내는 업자들이 많이 있다. 원클릭 사기 등의 피해도 일어나고 있기 때문에 SMS 이용을 피하는 사용자도 있다.

## 같이 보기
- 멀티미디어 메시지 서비스(MMS)
- 휴대 전화 문자 입력 방식